# Коста дел Сол
Коста дел Сол (шп. Costa del Sol, дос. ’обала сунца’) је регија Шпаније која се често поистовећује са Малагашким приморјем. Ова регија се протеже од рта Гата до Тарифе. То је географски и туристички веома интересантно подручје, скоро јединствено у Европи. То је простор где се додирују највише планине континенталне Шпаније и питоме, песковите, шљунковите и камените медитеранске обале. Изнад малашке обале издиже се Сијера Невада, са врховима преко 3400m. Управо та висина омогућава комбиновање купања у мору и провођење одмора на планини, па чак и сунчања у одређеном делу године.

## Географија
Коста дел Сол обухвата град Малагу и градове Торемолинос, Беналмадена, Фуенхирола, Михас, Марбеља, Сан Педро де Алкантара, Естепони, Манилву, Касарес, Ринкон де ла Викторија, Велез-Малага, Нерха, Фригилиана и Торок.
Ова обала протеже се од литица Маро на истоку до Пунта Чулера на западу. Она заузима уски обални појас разграничен подручјем Пенибетичког система, укључујући Сијера де Михас, Сијера Алпујата, Сијера Бланка, Сијера Бермеха, Сијера Кресталина и Монтес де Малага на северу и Средоземно море на југу. Обала показује разноврсност пејзажа: плаже, ушћа, увале и дине. Реке су кратке и сезонске, док је пољопривреда отежана ефектом који узрокује Баетски систем.
Коста дел Сол је слична јужној Калифорнији у пејзажу, клими и географији. Оба подручја имају топло време током целе године и просечно годишње сунчано време од око 3.000 сати. Коста дел Сол има и нека од најскупљих туристичких места у Европи.

## Историја
Историја ове обале, обликована његовим положајем и доминацијом Малаге, протеже се на око 2.800 година. Први становници који су се населили овде су можда били Бастули, древно племе келтиберијанаца. Феничани су овде основали своју колонију Малака око 770. п. н. е., а од 6. века пре Христа била је под хегемонијом древне Картагине у северној Африци. Од 218. године пре нове ере регионом је владала Римска република, а затим је крајем 1. века била удружена са Римским царством.
Под владавином Римске Републике, „Муниципиум Малацитанум“ је постао транзитна тачка на „Виа Херкул“, која је ревитализовала град и економски и културно, повезујући га са другим развијеним енклавама у унутрашњости Хиспаније и другим лукама Средоземног мора.
Пад римске империјалне моћи у 5. веку довео је до инвазије Хиспанија Бетике од стране германских народа и Византијског царства. Обала јужног Средоземља била је део Визиготске Шпаније од петог века до муслиманског освајања Хиспаније (711–718). Град, тада познат као Малака, био је окружен одбрамбеним зидовима. Године 1026. постао је главни град Таифа у Малаги, независном муслиманском краљевству којим је владала династија Хамудид у калифату Кордобе, који је освојио Насридско краљевство Гранада.
Опсада Малаке од католичких монарха 1487. године била је једна од најдужих у Реконкисту. У 16. веку подручје је ушло у период спорог опадања, погоршано епидемијама болести, неколико узастопних сирових усева хране, поплавама и земљотресима.
Трговина, у којој доминирају страни трговци, била је главни извор богатства у провинцији Малага у 18. веку, вином и грожђицама као главним робним извозом. Јавни радови на градској луци у Малаги, као и на путевима Антекуера и Велез пружили су неопходну инфраструктуру за дистрибуцију познатих вина из Малаге.
Малага, као седиште Капитаније Генерал де Гранада (генерални капетан Краљевине Гранаде) на обали, играла је кључну улогу у спољној политици шпанских краљева. Регионална војска и одбрана Медитерана су управљане у граду. Губитак Гибралтара од Британаца у бици за Малагу 1704. године учинио је град кључном војном одбраном мореуза.
Током друге половине 18. века Малага је решила своје проблеме са хроничним снабдевањем водом завршавањем једног од највећих инфраструктурних пројеката који су се у то време спроводили у Шпанији: изградња аквадукта Сан Телмо. Сељаштво и радничка класа су и даље чинили огромну већину становништва, али појава пословно оријентисане средње класе поставила је темеље за економски бум из 19. века.

### Почеци туристичке индустрије
Као релативно просперитетан комерцијални и индустријски центар током већег дела 19. века, провинција Малага је доживела озбиљну економску контракцију у 1880-им и 1890-тим годинама. То је довело до краја железне индустрије 1893. године и ослабило трговинску и текстилну индустрију. Пољопривредни сектор претрпео је дубоку кризу која је утицала на узгој стоке и свих главних усева, посебно на узгој грожђа „Витис винифера“, који се користио за винску индустрију, а који је био уништен епидемијом филоксера.
Друштвени поремећаји узроковани кризом и њеним последицама губитка посла, колапса бизниса и општег пада економске активности, навели су многе становнике да размотре друга средства за живот. Чак и на овај рани датум неки од њих су предвидели туризам као алтернативни извор прихода, али прошле су године пре него што су иницијативе предложене за развој Малаге као туристичког насеља.
Друштво за пропаганду климе и улепшавање Малага основано је 1897. године од стране пионирске групе утицајних бизнисмена из Малаге који су видели потенцијал туризма као генератора богатства и покушали организовати рационално планирани развој овог сектора привреде. Њихове промотивне кампање величале су благу климу у Малаги, привлачећи довољно туриста и зимских посетилаца како би се донекле смањио економски пад.
Почетком 20. века, плажа Банос дел Кармен је развијена и отворена на истоку Малаге. Терен за голф у Торемолиносу уследио је 1928. Према локалном историчару Фернанду Алкали, 15. октобра 1933. године "Хотел Мирамар" је отворен у Марбељи. Власници, Хосе Лагуно Канас и Мариа Зузуарегуи промовисали су овај хотел, и град Марбељу, на енглеском и француском језику, користећи изразе "Sunny Coast" и "Côte du Soleil " у свим својим канцеларијским материјалима. Према Естефану Родригезу Камачу цитирајући књигу Фернанда Алкале, ["Марбеља. Године туризма. Том И. Почетак дугог марша."] Ово су прави изумитељи израза "Коста дел Сол".
Међутим, развој туристичког сектора је прекинут шпанским грађанским ратом и Другим светским ратом.

### Шпански грађански рат
Након устанка франкових снага у јулу 1936. године, контрола Андалузије подељена је између републиканских снага и националиста, док је Коста дел Сол остала у републиканској зони, а Малага је служила као поморска база за шпанску републиканску морнарицу. Битка на Малаги била је кулминација офанзиве у фебруару 1937. године од стране комбинованих националистичких и италијанских снага под командом генерала Куеипо де Лана како би се елиминисала републиканска контрола у провинцији Малага. Учешће мароканских редовних и италијанских тенкова из недавно пристиглог "Корпо Трупе Волонтеире" резултирало је потпуним поразом шпанске републиканске војске и капитулацијом Малаге за мање од недељу дана 8. фебруара. Окупација Малаге довела је до егзодуса цивила и војника на путу за Алмерију, које су 8. фебруара бомбардовале франкове ваздухопловне снаге, морнарички крузери, тенкови и артиљерија, узрокујући стотине смртних случајева. Ова епизода је позната као масакр на путу у Малаги-Алмерији. Локални историчар је испричао да су националистичке одмазде након заробљавања покрајине резултирале укупном смрћу преко 7.000 људи.

### 1940-е и 1950-е
После Другог светског рата, Марбеља је била село са 900 становника. Рикардо Сориано, маркиз из Иванреја, преселио се у Марбељу и популаризовао га међу својим богатим и славним пријатељима. Године 1943. купио је сеоско имање које се налази између Марбеље и Сан Педра под називом Ел Родео, а касније је саградио одмаралиште које се зове Вента и Албергуес Ел Родео, чиме је почео развој туризма у Марбељи.
Сорианов нећак, принц Алфонсо из Хохенлохе-Лангенбург, купио је још једно имање, „Финца Санта Маргарита“, које је 1954. године постало клуб Марбеља, међународно одмаралиште филмских звезда, пословних људи и племства. Оба ова одмаралишта би била посећена од стране чланова европских аристократских породица, претварајући Марбељу у дестинацију за међународни џет сет.
Педесетих година прошлог века, Торемолинос је постао популарна дестинација за одмор, а посетиле су га међународне познате личности као што су Грејс Кели, Ава Гарднер, Марлон Брандо, Орсон Велс, Брижит Бардо и Френк Синатра. Хотел ла Рока отворен је 1942. године, а хотел Пез Еспада је отворен 1959.

### 1960-е и 1970-е
Коста дел Сол је доживела експлозивну демографску и економску експанзију са бумом у туризму између 1959. и 1974. године. Име "Коста дел Сол" је био бренд створен посебно за продају медитеранске обале провинције Малага страним туристима. Историјски, провинцијско становништво је живело у рибарским селима, а у "белим" селима (pueblos blancos) на краткој удаљености у унутрашњости на планинама које се спуштају до обале. Подручје је развијено да задовољи потребе међународног туризма 1950-их и од тада је популарно одредиште за стране туристе не само због својих плажа, већ и због своје локалне културе.
"Шпанско чудо" хранило се сеоским егзодусом који је створио нову класу индустријских радника. Економски процват довео је до повећања брзе, углавном непланиране градње на периферији градова Коста дел Сола како би се сместили нови радници који долазе са села. Неки градови су сачували своје историјске центре, али већина их је променила често комерцијална и стамбена изградња. Иста судбина задесила је и дуги низ сликовитих обала док је масовни туризам експлодирао. Популарност Торемолиноса као туристичке дестинације имала је домино ефекат, а крајем шездесетих и почетком 1970-их, оближње општине као што су Беналмадена, Фуенхирола и Михас, такође су забележиле раст броја туриста.

### Крај 1970-их и надаље
Обнова аеродрома Малага била је одлучујући напредак у инфраструктури која је омогућила масовни туризам на обали. Нискобуџетни чартер летови и пакети за одмор учинили су га играчем на међународном тржишту. До 1970-их путовање у Шпанију било је доминантно пословање европских туроператора, а Коста дел Сол је наставила да растом популарности током деценије. Овај тренд се поклопио са брзим индустријским растом у Малаги и падом зависности од пољопривредног сектора, иако је раст у општој економији Шпаније успорен скоро до застоја након 1973.
Како се убрзани развој одвијао на Коста дел Сол, и прилив исељених пензионера из северних европских земаља, посебно Велике Британије, повећао се током касних 1970-их и 1980-их, од тада се понекад спомиње у штампи Уједињеног Краљевства као "Costa del Crime", јер би британски криминалци избегли правду код куће тако што би се тамо преселили да живе свој живот у луксузу. Присуство италијанске Каморе на Коста дел Солу је тако снажна да га шефови Каморе називају Costa Nostra ("Наша обала"), према италијанском новинару Роберту Савијану, специјалисти за криминални подземни свет у Напуљу. Уз напете односе између Велике Британије и Шпаније у вези Гибралтара, договори о изручењу у то време нису били постигнути. 
Коста дел Сол поздравља милионе туриста годишње. Посетиоци који долазе авионом могу слетети на аеродром Малага, аеродром Гранада или Међународни аеродром Гибралтар.

## Комуникације и инфраструктура
Од 1998. године Лука Малага се обнавља и шири као део пројекта названог "Plan Especial del Puerto de Málaga". У току су били планирани велики пројекти који ће радикално променити слику луке и околних подручја. Промет робе порастао је са 2.261.828 метричких тона у 2010. години и више него удвостручио се на 5.448.260 тона у 2011.
Крстарење је постало битна индустрија у луци и главни покретач улагања у Малаги. Године 2012. било је 651.517 путника који су посетили град на бродовима за крстарење који су долазили у луку, укључујући и оне који су започели или окончали своје крстарење у Малаги. Развој индустрије крстарења одвија се са новим путничким терминалом, лучким музејом и еколошким едукацијским центром који се планира укључити у објекте за крстарење.

## Гастрономија
Домаћа кухиња на Коста дел Солу, као и у остатку Андалузије, историјски је под утицајем шпанске, јеврејске и арапске традиције, и наглашава морску храну. „Pescaíto frito“, мала риба печена без јаја и пржена у маслиновом уљу, затим сервирана са свежим лимуном, универзално је популарно јело. Гаспачо је позната освежавајућа хладна супа од сировог парадајза, краставца, лука, зелене паприке, белог лука, хлеба, уља и сирћета. Тортиље, шпански омлети направљени са кромпиром и сервирани хладни, типични су, а тањир танке нарезане џемоне, или суве шунке, са чашом шерија или вина из Малаге је традиционална комбинација. Ир де Тапас (тапас тоур), шпански израз који означава обилазити барове где се пије и једу грицкалице, важна је друштвена активност за Шпанце. Неки барови ће послужити тапа бесплатно када наручите пиће. „Churros“, пециво од печеног теста које се сервира вруће и умочено у кафић цон лецхе или врућа чоколада су типична храна за доручак.
„Chiringuitos“, мали, отворени ресторани на плажи, нуде предах од летних врућина градова у високој сезони одмора.